# Тотал (група)
„Тотал“ (позната и с името на латиница Total) е рок група от град Курган, Русия, свиреща алтернативен рок и трип хоп.
Групата има 3 издадени албума и 3 сингъла. Основана е от музиканта и продуцент Максим Фадеев с певицата Марина Черкунова през 2000 г.

## История
През 2000 г. продуцентът Максим Фадеев стартира проект, насочен към алтернативната рок сцена. Във формацията влизат певицата Марина Черкунова (братовчедка на Фадеев), Александър Гаврилов (бас китара), Иля Андрус (китара) и Станислав Аксьонов (ударни). Групата дебютира като подгряваща на Мерилин Менсън на концерта на певеца в Спортен комплекс Олимпийски. Първият самостоятелен концерт на „Тотал“ е в клуб „16 тонн“, на събитието присъстват звезди на руския рок като Земфира, Вячеслав Петкун, Владимир Пресняков и Юрий Шевчук.
Благодарение на композиторския талант на Фадеев групата се налага с хитове като „Бьёт по глазам адреналин“, „Уходим на закат“, „Сердце в руке“, „Не гони“, „Неважно“.
През 2001 г. групата участва във фестивала „Нашествие“, а през септември 2001 г. издава първия си албум „TOTAL:1“. Въпреки няколкото хита на групата албумът не оправдава очаквания интерес. През 2002 г. албумът е преиздаден с бонус-тракове. Скоро след реализирането на „TOTAL:1“ обаче Максим Фадеев загубва интерес към групата и „Тотал“ се разпада.
През 2006 г. „Тотал“ се събира отново и издава втория си албум „TOTAL:2“, известен още като „Мой мир“. Както и при първия албум, „Мой мир“ също е преиздаден, като са добавени и концертни версии на част от песните. Продуцент на групата става дъщерята Анастасия на вокалистката Марина Черкунова.
През 2013 г. излиза третият албум „Резус фактор“ на „Тотал“, издаден от „Мистерия звука“. В него групата изменя звученето си с уклон към електронната музика. Музикантите записват албума в продължение на няколко години. Въпреки смелия експеримент обаче „Тотал“ не успява да достигне предишната си популярност.
През май 2015 г. групата изнася концерт по случай 15-годишния си юбилей.
Певицата Глюкоза и рапърът Марк Барских записват кавър на най-големия хит „Бьет по глазам“ на „Тотал“.

## Дискография
- 2001 – TOTAL: 1
- 2006 – TOTAL: 2 [Мой мир]
- 2013 – Резус фактор